# Alexis Bug
Alexis Bug (* 12. Januar 1973 in Speyer) ist ein deutscher Schauspieler, Regisseur und Autor.

## Leben
Alexis Bug absolvierte 1997 seine Ausbildung an der Schauspielschule Bochum. Er arbeitete als Schauspieler unter anderem am Schauspielhaus Bochum, dem Staatstheater Schwerin sowie den Berliner Bühnen Sophiensaele und Hebbel am Ufer. In den deutschen Kinos war er in Spielfilmen von Angela Schanelec und Leander Haußmann zu erleben. Er schrieb mehrere Theaterstücke und erhielt 2004 den Martha-Saalfeld-Förderpreis für Literatur des Landes Rheinland-Pfalz. Im selben Jahr gab er sein Debüt als Regisseur am Landestheater Tübingen. Für seine Trump-Satire "Kallstadter Saukerl" ist er 2019 zum Weinpaten des Rheinpfalz Kreises ernannt worden. Alexis Bug lebt mit seiner Frau und zwei Kindern in Berlin.

## Theaterstücke als Autor
- Nicht nach Berkeley (gemeinsam mit Andreas Laudert)
- Rosegarden, Werkstattaufführung Münchner Kammerspiele 2003
- Getrennte Zimmer, Uraufführung Landestheater Tübingen 2004
- Wir Später (gemeinsam mit Andreas Laudert), Uraufführung Sophiensaele Berlin 2005.
- Kallstadter Saukerl, Cha Cha Bar Bad Dürkheim 2017

## Regie
- Getrennte Zimmer (von Alexis Bug), Landestheater Tübingen 2004
- Arsen und Spitzenhäubchen (von Joseph Kesselring und Das Helmi) Ballhaus Ost, Berlin, Fleetstreet Theater, Hamburg 2006
- Der Berliner Gaettong (von Marcus Braun), Miryang Theatre Village / Korea 2007.
- Der Berliner Gaettong Volksbühne Berlin, Fleetstreet Theater Hamburg, Alte Feuerwache Köln 2008
- Hitlerine (von Anne Tismer), Volksbühne Berlin 2010
- Inga und Lutz (von Nis-Momme Stockmann), Staatstheater Braunschweig 2010
- Der Aufstieg des Arturo Ui (von Bertolt Brecht), Street Theater Troup, Seoul 2011
- Der Berliner Gaettong Hanpac Theater Seoul 2013
- The Complete Works of William Shakespeare Abridged (von Adam Long, Daniel Singer und Jess Winfield), Chungmu Art Hall, Seoul 2014
- The Power deutscher Originaltitel: Sterne wie Staub (von Nis-Momme Stockmann), Nationaltheater Korea, Seoul 2015

## Festivals (Regie)
- Heidelberger Stückemarkt (Forum Junge Regie) 2007
- Miryang Performing Art Theatre Festival, Korea 2007
- Theaterfestival Impulse 2007
- Theaterfestival Politik im Freien Theater, Köln 2008
- Miryang Performing Art Theatre Festival, Korea 2010
- Heidelberger Stückemarkt 2011
- The 10th Korea ASSITEJ Winter Festival 2014
- Miryang Performing Art Theatre Festival, Korea 2014

## Film- und Fernsehauftritte
- 2001: Mein langsames Leben (Kinospielfilm), Regie: Angela Schanelec
- 2005: Überfahrt (Video), Regie: Rainer Kirberg
- 2006: Loreley (Kurzfilm), Regie: Miriam Bliese  (DFFB)
- 2007: Katharina im Juli (Kurzfilm), Regie: Miriam Bliese (DFFB)
- 2008: Robert Zimmermann wundert sich über die Liebe (Kinospielfilm), Regie: Leander Haußmann
- 2009: Real-Wellness (Werbespot), Regie: Detlev Buck
- 2010: Nebenan (Kurzspielfilm/Vordiplom), Regie: Peter Hecker
- 2011: Mondo Lux – Die Bilderwelten des Werner Schroeter (Dokumentarfilm)
- 2012: Ballerinas (Kurzspielfilm), Regie: Alexis Bug
- 2012: Kreutzer kommt … ins Krankenhaus (Spielfilm), Regie: Richard Huber
- 2018: Du bist doch keine Kind mehr (Kurzfilm), Regie: Annika Kuhl und Mira Partecke